# Mind: The Perpetual Intercourse
Mind: The Perpetual Intercourse è il secondo album in studio del gruppo musicale canadese Skinny Puppy, pubblicato nel 1986.

## Tracce
1. One Time One Place – 5:41
2. God's Gift (Maggot) – 4:46
3. Three Blind Mice – 3:08
4. Love – 1:43
5. Stairs and Flowers – 5:17
6. Antagonism – 5:03
7. 200 Years – 4:45
8. Dig It – 6:03
9. Burnt with Water – 7:41

## Formazione
- Nivek Ogre - voce, chitarre, sintetizzatori
- cEvin Key - batteria, percussioni, tastiere, sintetizzatori, basso, chitarra, produzione, ingegneria, missaggio
- Dave Ogilvie - produzione, ingegneria, missaggio
- Dwayne Goettel - tastiere, sintetizzatori, sampler, basso
- Wilhelm Schroeder - cori in Stairs and Flowers